# 전통 등반

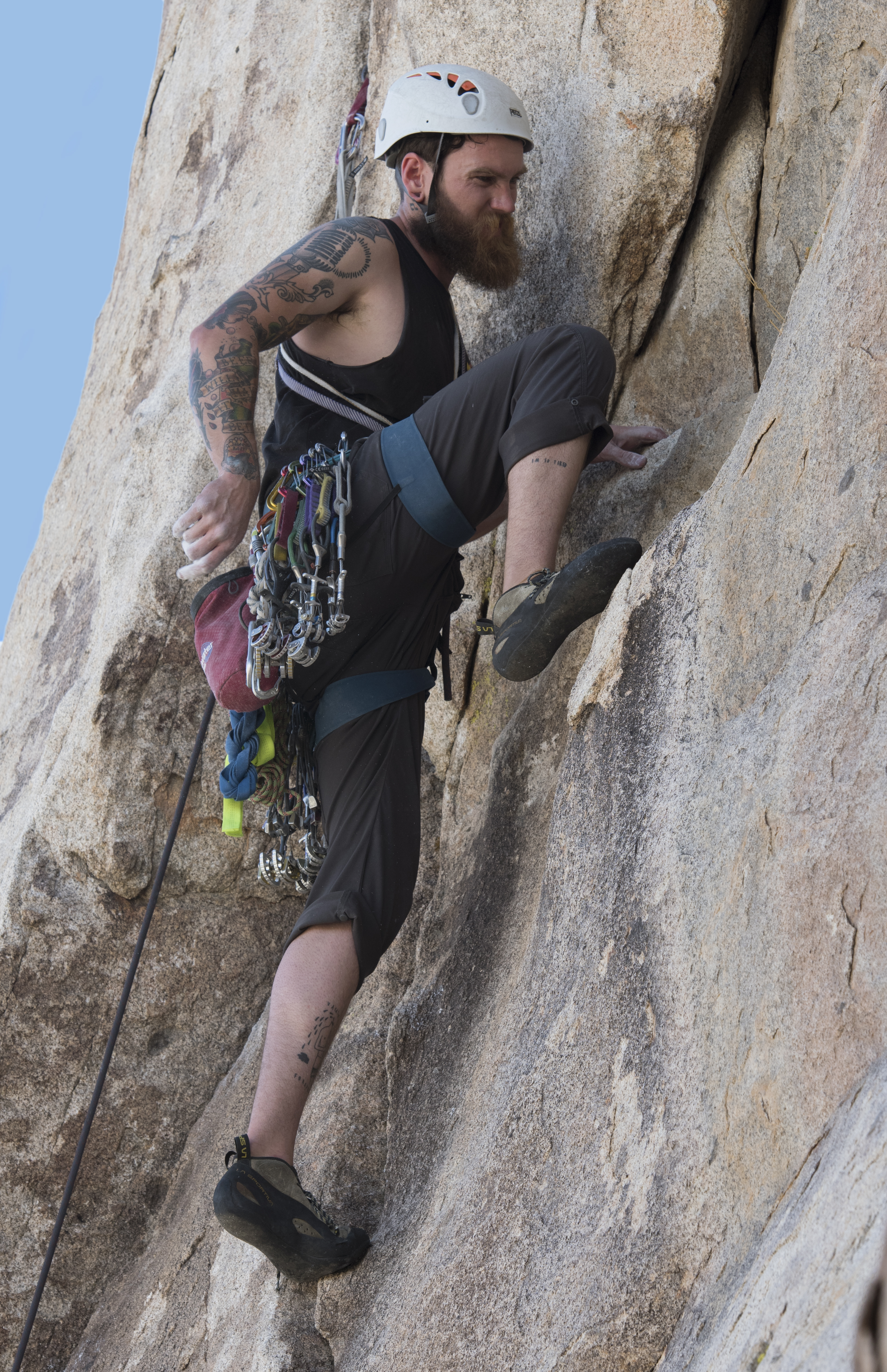
조슈아 트리 국립공원의 전통 등반가

전통 등반(傳統登攀; Traditional climbing, trad climbing)은 암벽등반의 한 종류이다. 전통 등반은 등반자가 추락 시 스스로를 보호할 확보물을 등반 도중 직접 설치한 후, 등반 완료 후 설치한 확보물을 제거한다. 전통 등반은 스포츠 클라이밍, 프리 솔로 클라이밍과는 확연히 구별된다. 등반 도중 사용하는 확보물은 대체로 캐밍 장비나 너트 등을 사용하는데 볼트와 피톤을 선등 시 설치한다면 이것 역시 전통 등반이라고 할 수 있다.
1980년대 미국 전역과 유럽 일부 지역에서 스포츠 클라이밍이 발생하기 이전의 자유 등반은 대체로 현재의 전통 등반과 같은 방식이었다. 전통 등반에서는 선등자가 일정 구간을 등반하며 확보물을 설치한다. 1970년대 이전만 하더라도 이 확보물은 피톤뿐이었다. 오늘날에는 너트와 캐밍 장비를 사용하고 망치가 필요한 피톤은 거의 사용하지 않는다.
전통 등반은 모험과 위험과 같은 정신적 가치와 바위와 자연을 훼손하지 않는다는 친환경적 가치를 추구한다. "Leave no trace(흔적을 남기지 않는다)"라는 친환경적 등반윤리를 개척한 이본 취나드와 다른 많은 이들의 노력으로 전통 등반의 가치가 높게 평가되고 있다.